# Stalingrad (album)
Stalingrad (puni naslov: Stalingrad: Brothers in Death) trinaesti je studijski album njemačkog heavy metal sastava Accept. Diskografska kuća Nuclear Blast Records objavila ga je 6. travnja 2012. Drugi je album sastava od ponovnog okupljanja 2009. Album je producirao Andy Sneap, producent prethodnog albuma zvanog Blood of the Nations.

## Popis pjesama
Tekstovi: Mark Tornillo, glazba: Wolf Hoffmann i Peter Baltes.
| 1.    | »Hung, Drawn and Quartered« | 4:35 |
| 2.    | »Stalingrad«                | 5:59 |
| 3.    | »Hellfire«                  | 6:07 |
| 4.    | »Flash to Bang Time«        | 4:06 |
| 5.    | »Shadow Soldiers«           | 5:47 |
| 6.    | »Revolution«                | 4:08 |
| 7.    | »Against the World«         | 3:36 |
| 8.    | »Twist of Fate«             | 5:30 |
| 9.    | »The Quick and the Dead«    | 4:25 |
| 10.   | »The Galley«                | 7:21 |
| 51:34 |                             |      |

| Bonus pjesma na japanskom i ograničenom izdanju | Bonus pjesma na japanskom i ograničenom izdanju | Bonus pjesma na japanskom i ograničenom izdanju | Bonus pjesma na japanskom i ograničenom izdanju | Bonus pjesma na japanskom i ograničenom izdanju | Bonus pjesma na japanskom i ograničenom izdanju | Bonus pjesma na japanskom i ograničenom izdanju | Bonus pjesma na japanskom i ograničenom izdanju | Bonus pjesma na japanskom i ograničenom izdanju | Bonus pjesma na japanskom i ograničenom izdanju |
| Br.                                             | Skladba                                         | Trajanje                                        |                                                 |                                                 |                                                 |                                                 |                                                 |                                                 |                                                 |
| ----------------------------------------------- | ----------------------------------------------- | ----------------------------------------------- | ----------------------------------------------- | ----------------------------------------------- | ----------------------------------------------- | ----------------------------------------------- | ----------------------------------------------- | ----------------------------------------------- | ----------------------------------------------- |
| 11.                                             | »Never Forget«                                  | 4:52                                            |                                                 |                                                 |                                                 |                                                 |                                                 |                                                 |                                                 |
| 56:26                                           |                                                 |                                                 |                                                 |                                                 |                                                 |                                                 |                                                 |                                                 |                                                 |

## Recenzije
Album je dobio uglavnom pozitivne kritike. James Christopher Monger dao mu je tri zvjezdice od njih pet u recenziji za AllMusic i napisao je da novi pjevač Tornillo "užasno podsjeća na Uda Dirkschneidera".

## Zasluge
| Accept - Peter Baltes – bas-gitara - Wolf Hoffmann – gitara - Herman Frank – gitara - Stefan Schwarzmann – bubnjevi - Mark Tornillo – vokal | Ostalo osoblje - Andy Sneap – produkcija, inženjer zvuka, miks, mastering - Marc Whitaker – naslovnica, dizajn paketa - Robert Jaenecke – fotografije |